# Pietro dell’Isola
Pietro dell’Isola (zm. 8 lipca 1186) – włoski benedyktyn.
Był dziekanem klasztoru na Monte Cassino i w latach 1168-71 zarządzał nim jako administrator apostolski. Opat Monte Cassino od kwietnia 1174 roku, po śmierci opata Domenico de Sambucina (1171-74). W ciągu swych dwunastoletnich rządów w opactwie uzyskał dla niego szereg nowych przywilejów od papieży Aleksandra III i Lucjusza III. Po jego śmierci nastał dwuletni wakat na stanowisku opata Monte Cassino, zakończony wyborem Roffredo dell’Isola (prawdopodobnie jego krewnego) w lipcu 1188.